# Rhytidothorax ambositrensis
Rhytidothorax ambositrensis är en stekelart som först beskrevs av Jean Risbec 1952.  Rhytidothorax ambositrensis ingår i släktet Rhytidothorax och familjen sköldlussteklar. Inga underarter finns listade i Catalogue of Life.